# Bohdan Nikischyn
Bohdan Serhijowytsch Nikischyn (ukrainisch Богдан Сергійович Нікішин, wiss. Transliteration Bohdan Serhijovyč Nikišyn, engl. Transkription Bogdan Nikishin; * 29. Mai 1980 in Dnipropetrowsk, Ukrainische SSR) ist ein ukrainischer Degenfechter und Weltmeister.

## Erfolge
International konnte sich Nikischyn jeweils mit der Mannschaft 2006 in Turin Bronze, 2013 in Budapest Silber und 2015 in Moskau schließlich Gold und so zusammen mit Maksym Chworost, Anatolij Herej sowie Dmytro Karjutschenko den Weltmeistertitel sichern, ehe er 2018 im chinesischen Wuxi seine bisher einzige WM-Einzel-Medaille, Bronze, errang. 2019 folgte eine weitere Silbermedaille mit der Mannschaft in Budapest.
Auf rein europäischer Ebene gewann Nikischyn im Mannschaftswettbewerb 2010 in Leipzig und 2017 in Tiflis Silber sowie 2012 in Legnano, 2013 in Zagreb und 2016 in Toruń Bronze. Bei Einzelwettbewerben erfocht Nikischyn 2016 in Toruń und 2018 in Novi Sad Bronzemedaillen.
Während der Eröffnungsfeier der Olympischen Sommerspiele 2020 war er, gemeinsam mit der Schützin Olena Kostewytsch, der Fahnenträger seiner Nation.